# 多事的十年
《多事的十年》 是1947年大英百科全书公司出版的一系列图书的标题，跨越了十年。正如介绍性的标题阐明的那样，他们把“这些年来发生的事件，包括第二次世界大战以及之后”制成图表。书籍由当时的《大英百科全书》编辑沃尔特·尤斯特（Walter Yust）主编。
该书是由E.B公司（E.B. Inc）（芝加哥，伦敦及多伦多合作）和芝加哥大学于1947年出版的，共四卷，跨越整整十年，将历史分割并以常见的A-Z的方式展现。该书是文字与黑白照片的结合 每卷卷首都有一张彩色照片。

## 书
- Abbreviations 到 Conant （836页）
- Concentration Camps 到 Ley （862页）
- Liberalism 到 Scrap （862页）
- Sculpture 到 Zoology （800页 + 索引62页）